# كارل إل. هاميلتون
كارل إل. هاميلتون (بالإنجليزية: Carl L. Hamilton)‏ هو شخصية أعمال أمريكي، ولد في 23 فبراير 1888، وتوفي في 27 مايو 1946.